# Región de Marlborough
Marlborough es una región de Nueva Zelanda. Su ciudad capital es la ciudad de Blenheim.

## Población
La superficie de esta región neozelandesa abarca una extensión de territorio de unos 12.484 kilómetros cuadrados. La población de esta división administrativa se encuentra compuesta por un total de 39.561 personas (según las cifras que arrojaron el censo llevado a cabo en el año 2002). Mientras que su densidad poblacional es de unos tres habitantes por cada kilómetro cuadrado aproximadamente.
- Datos: Q140083
- Multimedia: Marlborough District / Q140083